# Championnat d'Inde de rink hockey
Le Championnat d'Inde de rink hockey est la principale compétition de rink hockey de niveau national en Inde. La compétition est disputée à la fois chez les hommes et chez les femmes.

## Participants
Douze clubs prennent part à cette compétition :
- Haryana
- Chandigarh
- Jammu-et-Cachemire
- Pendjab
- Uttar Pradesh
- Delhi
- Andhra Pradesh
- Tamil Nadu
- Maharashtra
- Karnataka
- Rajasthan
- Kerala
- Madhya Pradesh

## Championnat masculin

### Palmarès
| Edition | Année | Lieu          | Champion           | vice-champion      | Troisième          |
| ------- | ----- | ------------- | ------------------ | ------------------ | ------------------ |
| 32      | 1994  |               | Jammu et Cachemire |                    |                    |
| 34      | 1996  | Patiala       |                    |                    |                    |
| 35      | 1997  | Pune          |                    |                    |                    |
| 36      | 1998  | Visakhapatnam | Chandigarh         | Jammu et Cachemire | Pendjab            |
| 37      | 1999  | Chandigarh    | Chandigarh         | Pendjab            | Haryana            |
| 38      | 2000  | Faridabad     | Pendjab            |                    |                    |
| 39      | 2002  | Visakhapatnam | Pendjab            |                    |                    |
| 40      | 2003  | Calcuta       | Pendjab            |                    |                    |
| 41      | 2004  | Visakhapatnam |                    |                    |                    |
| 42      | 2004  | Faridabad     |                    |                    |                    |
| 43      | 2005  |               |                    |                    |                    |
| 44      | 2007  | Calcuta       |                    |                    |                    |
| 45      | 2008  | Visakhapatnam |                    |                    |                    |
| 46      | 2009  | Chandigarh    | Chandigarh         | Haryana            | Pendjab            |
| 47      | 2010  | Chandigarh    | Haryana            | Chandigarh         | Pendjab            |
| 48      | 2011  | Visakhapatnam | Jammu et Cachemire | Haryana            | Chandigarh         |
| 49      | 2012  | Kurukshetra   | Haryana            | Chandigarh         | Jammu et Cachemire |
| 50      | 2013  | Belgaum       | Chandigarh         | Haryana            | Jammu et Cachemire |
| 51      | 2014  | Sirsa         | Chandigarh         | Haryana            | Jammu et Cachemire |
| 52      | 2015  | Virar         | Haryana            | Jammu et Cachemire | Pendjab            |
| 53      | 2016  | Visakhapatnam | Haryana            | Chandigarh         | Pendjab            |
| 54      | 2017  | Bangalore     | Haryana            | Pendjab            | Jammu et Cachemire |
| 55      | 2018  | Kurukshetra   |                    |                    |                    |
| 56      | 2019  | Visakhapatnam | Chandigarh         | Haryana            | Pendjab            |

## Championnat féminin

### Palmarès
| Année | Champion | Vice-champion      | 3e                 |
| ----- | -------- | ------------------ | ------------------ |
| 2014  | Haryana  | Andhra Pradesh     | Chandigarh         |
| 2012  | Haryana  | Jammu-et-Cachemire | Andhra Pradesh     |
| 2011  | Haryana  | Andhra Pradesh     | Jammu-et-Cachemire |
| 2010  | Haryana  |                    |                    |
| 2009  | Haryana  | Andhra Pradesh     | Delhi              |

### Nombre de titres par équipe
| Équipe  | Titres |
| ------- | ------ |
| Haryana | 5      |
| TOTAL   | 5      |